# علی کنکوری
علی کنکوری فیلمی به کارگردانی و نویسندگی مسعود اسداللهی محصول سال ۱۳۵۲ است.

## داستان
جلال‌فر (رضا کرم‌رضایی) طبق وصیت همسرش تصمیم دارد فرزندش علی (مسعود اسداللهی) را به دانشگاه بفرستد و اورا به تحصیل وادارد. علی برای بار پنجم در آزمون دانشگاه شرکت می‌کند و به دلیل وخامت حالش او را از جلسهٔ آزمون به تیمارستان می‌برند. پزشک معالج او اعلام می‌کند که علی به دلیل کمبود محبت دچار عارضهٔ روحی است و جلال‌فر توصیه می‌کند که همسری برای علی برگزیند. جلال‌فر، که محضردار است، پس از طلاق گرفتن ملیحه خانم (شهناز تهرانی) از شوهرش او را به خانه‌اش می‌برد تا به عقد خود درآورد. علی و ملیحه به هم علاقه‌مند می‌شوند اما جلال‌فر با ازدواج آن دو مخالفت می‌کند و از علی می‌خواهد که ملیحه را برای او واگذارد. علی و ملیحه از خانه می‌گریزند و پس از وساطت اهل محل و موافقت پدرش با ازدواج آن دو به خانه بازمی‌گردند.

## بازیگران
- مسعود اسداللهی
- رضا کرم رضایی
- شهناز تهرانی
- داریوش اسدزاده
- نعمت‌الله گرجی
- محمد ورشوچی
- صمد صباحی
- مستانه
- رضا بنی‌احمد
- رضا عارفان
- اشرف کاشانی
- گیتی فروهر
- پروین امیری
- مهری مهرنیا
- علی زاهدی
- غلامعلی گلچین
- جعفر آشتیانی
- ولی نژاد
- طاطایی